# 克努特·霍尔姆奎斯特
克努特·霍尔姆奎斯特（瑞典語：Knut Holmqvist，1918年7月15日—2000年8月28日），瑞典男子射击运动员。他曾代表瑞典参加1952年和1956年夏季奥林匹克运动会射击比赛，获得一枚银牌。